# Hoctún
Hoctun är en ort i Mexiko.   Den ligger i kommunen Hoctún och delstaten Yucatán, i den östra delen av landet, 1 000 km öster om huvudstaden Mexico City. Hoctun ligger 17 meter över havet och antalet invånare är 4 916.
Terrängen runt Hoctun är mycket platt. Runt Hoctun är det ganska glesbefolkat, med 38 invånare per kvadratkilometer. Närmaste större samhälle är Seyé, 18,0 km väster om Hoctun. I omgivningarna runt Hoctun växer i huvudsak lövfällande lövskog.